# Shirley Caesarová
Shirley Caesarová, celým jménem Shirley Ann Caesar-Williams (* 13. října 1938, Durham, Severní Karolína, USA) je americká zpěvačka a skladatelka, známá jako „první dáma gospelu“.
Pochází ze třinácti dětí gospelového zpěváka Big Jima Caesara a první nahrávku pořídila ve dvanácti letech. Jejím hudebním vzorem byla Albertina Walkerová (v letech 1958 až 1966 zpívala s její skupinou The Caravans). Ve své kariéře vydala přes čtyřicet desek, vystupovala také v muzikálu Mama I Want to Sing! a hrála sama sebe ve filmu Pokušení.
Vystudovala Shawovu univerzitu, provdala se za biskupa Harolda Williamse a věnuje se pastorační činnosti v Mount Calvary Word of Faith Church v Raleighu. Má svoji hvězdu na Hollywoodském chodníku slávy, získala jedenáctkrát Cenu Grammy a patnáctkrát Dove Award, v roce 2016 jí Národní akademie hudebního umění a věd udělila cenu za celoživotní dílo.